# Peter Robb
Peter Robb (Melbourne, 1946) è uno scrittore australiano.
Nato a Toorak, un sobborgo di Melbourne, in Australia, passò molti anni della sua vita formativa in Australia e Nuova Zelanda. Tra il 1978 e il 1992 ha passato la maggior parte del tempo a Napoli e nel Sud Italia, intervallato da soggiorni in Brasile. Alla fine del 1992, ritornò a Sydney, dove vive tuttora.

## Pubblicistica
Il suo primo libro fu Midnight in Sicily, che fu pubblicato nell'ottobre del 1996 in Australia. In esso descrive le radici storiche della mafia e il suo ruolo nella storia politica italiana del dopoguerra, con al centro la figura di Giulio Andreotti. 
Il suo secondo libro, M: The Man Who Became Caravaggio, è stato tradotto in Italia col titolo M L'enigma Caravaggio nel 2001 da Arnoldo Mondadori Editore. Qui Robb ripercorre la vita violenta e drammatica di Michelangelo Merisi, avvalendosi di documenti inediti, cercando una di dare una spiegazione alla morte dell'artista, che fosse diversa da quella ufficiale. Come Robb dichiara, la mancanza di molti dati biografici rende ancora oscure molte parti della sua esistenza. 
Nel dicembre del 1999 viene pubblicato "Pig's Blood and other fluids", collezione di tre romanzi criminali.
Nell'ottobre del 2003 Robb pubblicò il suo quarto libro: "A Death in Brazil: A Book of Omissions", nel quale Robb dipinge il Brasile come un luogo dalle passioni estreme. 
Robb ha insegnato nelle Università di Melbourne, Oulu (Finlandia) e all'Istituto Universitario Orientale di Napoli.
Collabora regolarmente alla rivista The Monthly e al quotidiano The Australian.